# Dicaeum erythrorhynchos
A Dicaeum erythrorhynchos a madarak osztályának verébalakúak (Passeriformes) rendjébe és a virágjárófélék (Dicaeidae) családjába tartozó faj.

## Rendszerezése
A fajt John Latham angol ornitológus írta le 1790-ben, a Certhia nembe Certhia erythrorhynchos néven.

## Alfajai
- Dicaeum erythrorhynchos erythrorhynchos (Latham, 1790) - India, Nepál, Bhután, Banglades és Mianmar.
- Dicaeum erythrorhynchos ceylonense Babault, 1920 - Srí Lanka

## Előfordulása
Banglades, Bhután, India, Mianmar, Nepál és Srí Lanka területén honos. Természetes élőhelyei a szubtrópusi és trópusi síkvidéki és hegyi esőerdők, mangroveerdők, valamint ültetvények, vidéki kertek és városi régiók. Állandó, nem vonuló faj.

## Megjelenése
Testhossza 8 centiméter, testtömege 4–8 gramm. Rózsaszín csőre különbözteti meg a család többi tagjától. Hasa olívazöld színű, a többi helyen barna színű.
|  |

## Életmódja
Gyümölcsökkel, bogyókkal és nektárral táplálkozik, de pókokat és kisebb rovarok is fogyaszt.

## Szaporodása
Párzási időszaka februártól júniusig tart. Pókhálóból, rostokból és mohából készült fészkét egy magas fára függeszti fel, lefele lógva mint egy medál. Fészekalja 2–3 tojásból áll.

## Természetvédelmi helyzete
Az elterjedési területe rendkívül nagy, egyedszáma pedig stabil. A Természetvédelmi Világszövetség Vörös listáján nem fenyegetett fajként szerepel.